# Ullerentjernet
Ullerentjernet est un lac situé dans la municipalité de Ringerike, dans le comté de Buskerud (Norvège).